# Истобнянская территориальная администрация
Истобнянская территориальная администрация — сельское территориальное образование в Губкинском городском округе Белгородской области, включающее в себя 3 населённых пункта. Глава администрации — Литвин Татьяна Александровна.

## Состав
| Вид населённого пункта | Наименование | Население |
| ---------------------- | ------------ | --------- |
| хутор                  | Богомолье    | 52        |
| село                   | Истобное     | 1513      |
| хутор                  | Сакменка     | 29        |